# Ernst Marcello
Ernst Marcello (* 1. Juli 1907 in New York; † 3. Dezember 1976) war ein deutscher Politiker.

## Leben
Er war 1951 bis 1960 nominell Bürgermeister von Kehl (1952–1957 und 1958–1960 suspendiert).
Marcello wuchs in Freiburg auf. 1937 wurde er an der Albert-Ludwigs-Universität Freiburg mit der Arbeit Die Ehrengerichtsbarkeit in der nationalsozialistischen Volksgemeinschaft promoviert. Er war Regierungsrat im südbadischen Innenministerium. Am 4. März 1951 wurde er zum Kehler Bürgermeister gewählt. Die Wahl war durch ein eigenes badisches Landesgesetz angesetzt worden, da in der noch nicht ganz von Frankreich an die Bundesrepublik zurückgegebenen Stadt zwei konkurrierende Bürgermeister regierten: der im Stadtteil Sundheim gewählte Karl Nückles und der von der badischen Regierung eingesetzte Fritz Stephan.
Marcello geriet schnell in Konflikt mit dem Kehler Gemeinderat. Nach beleidigenden Äußerungen forderte der Rat Marcellos Rücktritt. Der weigerte sich aber, woraufhin der Gemeinderat selbst geschlossen zurücktrat. Am 13. September 1952 enthob das Landratsamt Marcello des Amtes. Die Verfügung wurde erst im Januar 1957 nach einer Klage Marcellos aufgehoben. Bis dahin nahmen Fritz Koch (1952–1955) und Erich Burger (1955–1957) die Geschäfte des Bürgermeisters wahr.
Nach Streitigkeiten um den Zeitpunkt von Dienstreisen und Urlaub und damit verbundene Abwesenheit, wurde er am 11. April 1958 erneut suspendiert und bis zum Ende seiner neunjährigen Amtszeit durch Trudpert Müller vertreten. Dieser wurde dann 1960 auch sein offizieller Nachfolger.
Der promovierte Jurist Ernst Marcello führte während seiner Bürgermeisterzeit zahlreiche Prozesse. Dabei ging es meist um seine Stellung und sein Gehalt. Einige Prozesse konnte er gewinnen, andere verlor er.